# CORINE Land Cover
CORINE Land Cover, auch CLC abgekürzt, ist ein Projekt zur einheitlichen Klassifikation der wichtigsten Formen der Bodenbedeckung, das von der EU-Kommission angestoßen wurde. CORINE steht für Coordination of Information on the Environment („Koordinierung von Informationen über die Umwelt“), Land Cover ist die englische Vokabel für Bodenbedeckung.

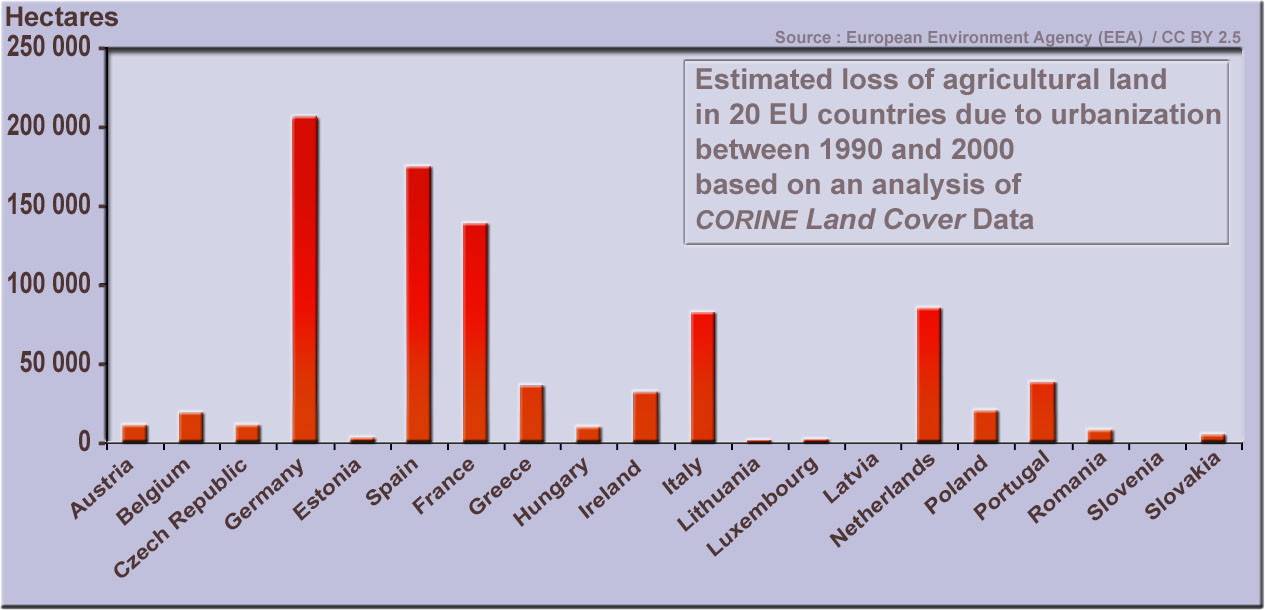
Verlust von Agrarland aufgrund von Urbanisierung in 20 EU-Staaten in ha (CLC-Datenbasis 1990–2000)

Seit Mitte der 1980er Jahre werden für dieses Programm digitale Satellitenbilder von Mitgliedstaaten der Europäischen Union einheitlich erfasst und hinsichtlich der Flächennutzung ausgewertet. Dabei wird insbesondere auf Veränderungen der Nutzung und der Zusammenhang mit Umweltproblemen geachtet. Daten sowie die daraus entwickelten Karten sind die Grundlage für die Bestimmung von Biotoptypen, das Ausmaß von Flächenversiegelung und weitergehendes Umweltmonitoring. Die Daten werden von der Europäischen Umweltagentur in Kopenhagen geprüft.

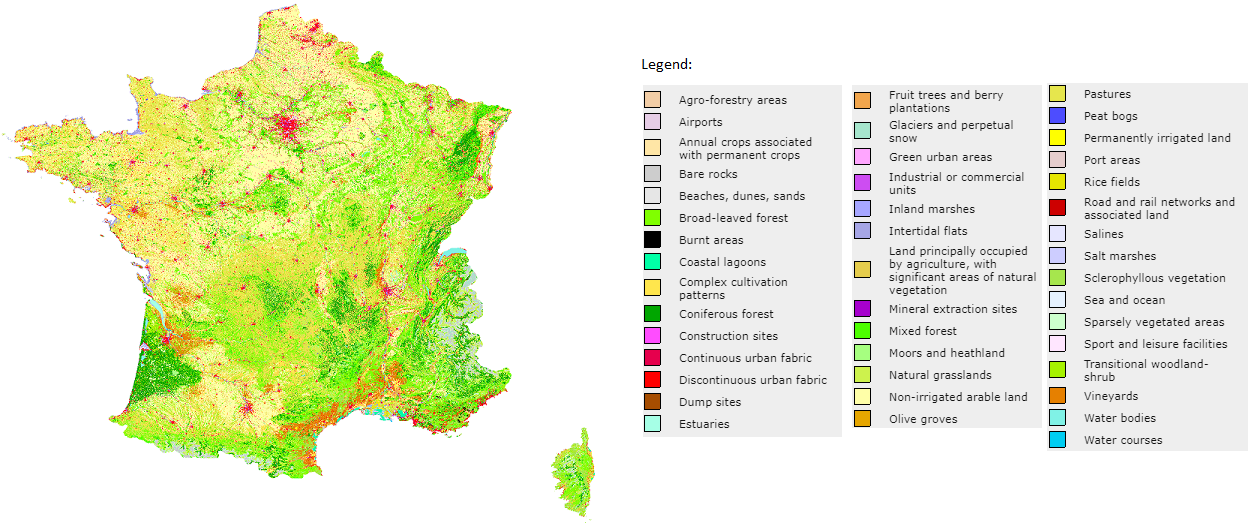
Beispiel einer CORINE-Land-Cover-Karte für die Geographie Frankreichs (Datengrundlage 2006; urbane Siedlungsgebiete in rot). Der Großraum Paris ist deutlich erkennbar.

Die Daten aus den beiden ersten Aufnahme-Epochen 1990 und 2000 (vor allem von Landsat 7) stehen der Öffentlichkeit bereits als digitale Karten in Maßstäben um 1:100.000 zur Verfügung. Die dritte Erfassung mit dem Bezugsjahr 2006, die höhere Auflösung hat, wurde im Januar 2010 abgeschlossen. Aktuell stehen CORINE-Landbedeckungsdaten mit dem Referenzjahr 2018 zur Verfügung (Stand 3/2024).
Der digitalen, großteils automatisch durchgeführten Landnutzungs-Kartierung liegen 13 Hauptklassen zugrunde, die je nach Nutzungsart (v. a. für die Landwirtschaft) weiter unterteilt werden und insgesamt 44 europaeinheitliche Nutzungsklassen umfasst.